# 普贤路站
普贤路站是南通轨道交通1号线的地铁车站，位于中华人民共和国江苏省南通市崇川区长泰路与普贤路交叉口地下，于2022年11月10日开通。

## 车站结构
普贤路站沿长泰路设置，呈西北至东南走向，车站长465米，宽18.3米，为地下两层岛式站台车站。车站地下一层为站厅层，地下二层为站台层。车站西北侧设有两条存车线，供车辆存放及折返使用。
| 地面              | 出入口 | 1-5、7-8出入口                                                                                        |
| 地下一层          | 站厅   | 客服中心、自动售票机、验票机                                                                          |
| 地下二层          | 站台层 | \| \| \| 1号线往平潮（唐闸公园） \| \| 島式 · 開左邊车门 \| \| \| \| \| \| 1号线往振兴路（十里坊） \| |
|                   |        | 1号线往平潮（唐闸公园）                                                                               |
| 島式 · 開左邊车门 |        | |
|                   |        | 1号线往振兴路（十里坊）                                                                               |

## 车站出口
普贤路站共设8个出口，其中1个出入口暂未启用，各出口及周围设施如下所示：
| 编号                | 周边信息                           | 照片                             | 无障碍设施 |
| ------------------- | ---------------------------------- | -------------------------------- | ---------- |
| 1 · 出口            | 长泰路，永兴大道                   |                                  | 不適用     |
| 2 · 出口 · （设有） | 长泰路，普贤路，永兴大道，圆融玺悦 | 南通轨道交通1号线，普贤路站2号口 |            |
| 3 · 出口 · （设有） | 普贤路，普贤寺，中海碧林湾         |                                  |            |
| 4 · 出口            | 长泰路，新华路，中海碧林湾         |                                  | 不適用     |
| 5 · 出口            | 普贤路，长泰路，公园佳苑           |                                  | 不適用     |
| 6 · 出口            | 普贤路，公园南苑（暂未启用）       |                                  | 不適用     |
| 7 · 出口            | 长泰路，永兴大道，普贤路，公园南苑 |                                  | 不適用     |
| 8 · 出口            | 长泰路，永兴大道，资生路           |                                  | 不適用     |
| 图例： 设有         |                                    |                                  |            |

## 接驳交通

### 公交车
- 普贤路地铁站：55路、81路、603路
- 长泰路永兴大道口：81路、603路

## 车站历史
该站规划时名称为永兴大道站，开通前更名为普贤路站。
- 2019年6月27日，车站主体结构封顶[2]。
- 2022年11月10日，随1号线一期工程通车一同开通[1]。